# Centre Commercial Balexert
Le centre commercial de Balexert, nommé d'après le quartier, est situé à Vernier, dans le canton de Genève, en Suisse.
Inauguré en 1971, le centre commercial, propriété à 100 % de Migros, comporte aujourd'hui plus de 120 commerces, 13 salles de cinéma Pathé et un bowling sur plus de 50 000 mètres carrés, ce qui en fait le plus grand centre commercial de Suisse romande et l'un des plus grands de Suisse. Il est même le premier centre commercial de Suisse quant à la fréquentation avec 8,5 millions de clients par an.

## Centre Commercial
Le centre commercial compte plus de 120 magasins, 13 salles de cinéma rénovées en 2013, dont une dotée de la technologie IMAX (première en Suisse), et un bowling. Il dispose de 2 200 places de parking, dont 300 en P+R (parking relais), 12 places aménagées pour les véhicules électriques et 63 places confort, plus larges (3m40).

## Histoire
Inauguré après dix ans de gestation, Balexert est initialement la propriété du Grand Passage et de Migros, en 1971.
Un premier agrandissement en 2000 voit s'ajouter la "demi-lune", à la place de l'ancienne station-service Migrol, qui est déplacée. Les cinémas sont inaugurés à ce moment-là.
L'arrivée du tramway sur la route de Meyrin pousse en 2006 le centre commercial à entamer les démarches pour pouvoir s'agrandir. Le projet prévoit d'étendre le centre commercial par-dessus la route de Meyrin sur une longueur de 130 mètres afin de créer une nouvelle galerie commerciale de plus de 10 000 mètres carrés. Un accès direct au centre depuis l'arrêt de tram est également construit. Depuis 2012, la station Balexert est desservie par les lignes 14 et 18.
Sous le titre Balexert accueille le tram, le projet ne convainc pas tout le monde et rencontre de vives oppositions. Le référendum lancé par les opposants ne recueillera pas le nombre de signatures requises, les genevois ne se sont donc pas prononcés sur ce projet.
Balexert obtient le 9 janvier 2008 l'autorisation du Conseil d'État genevois pour construire son extension. Les travaux ont commencé le 14 mars 2008 et la fin du gros-œuvre était prévue pour juin 2009. Une première ouverture partielle de l'extension, contenant des surfaces du magasin Migros a été finie le 12 décembre 2009 et l'ouverture totale de l'extension a lieu en automne 2010.
Ensuite, un bowling a été installé à la place de l’École-club Migros, offrant 16 pistes, une salle de jeu comprenant une salle de billards et une grande surface de jeux électroniques. Un bar ainsi qu'un restaurant avec une terrasse ont été également mis à disposition.
En 2020, le centre a accueilli de nouvelles enseignes, parmi lesquelles Bata, Läderach, Levi's, Nicolas, Rituals, Thomas Sabo et Undiz.
De 2018 à 2021, le centre réalise des travaux de rénovation complets de son intérieur. Les transformations les plus importantes se font au-dessus de la place centrale : passerelle supprimée, pour plus de lumière, garde-corps modernisés et nouvelle verrière répondant aux exigences énergétiques en vigueur. De nouveaux plafonds, de nouveaux éclairages, un sol en marbre de Carrare et un nouveau mobilier doté de prises de recharge sont installés. Le Stand Info est aussi rénové pour optimiser l'accueil.
De nouvelles évolutions sont prévues avec un projet hôtelier (hôtel de 250 chambres et centre de conférence) sur la pointe du Bouchet, entre l'avenue Louis-Casaï et la route de Meyrin.

## Accès
Le centre est accessible par la ligne 14 et la ligne 18 du tramway de Genève avec la station Vernier, Balexert (située route de Meyrin) ainsi qu'avec la ligne 10 du trolleybus de Genève et les lignes 51 et 53 des autobus de Genève avec la station Vernier, Balexert Pailly (située avenue Louis-Casaï).